# Gasvim
Gasvim ou Gazvim (em persa: قزوین; romaniz.: Qazvīn, Caspin, Qazwin, ou Ghazvin) é uma cidade e capital da província de Gasvim, condado de Gasvim e distrito Central, no Irã. Segundo censo de 2016, havia 402 748 habitantes.